# Lucillos
Lucillos ist eine spanische Gemeinde (municipio) in der Provinz Toledo der Autonomen Region Kastilien-La Mancha. 2024 hatte die Gemeinde 629 Einwohner. Die Gemeindefläche beträgt 40,50 km². 

## Lage
Lucillos liegt etwa 56 Kilometer westnordwestlich von Toledo und etwa 80 Kilometer südwestlich von Madrid in einer Höhe von ca. 480 m. Durch die Gemeinde führt die Autovía A-5. Der Río Alberche begrenzt die Gemeinde im Norden.

## Bevölkerungsentwicklung
| Jahr      | 1970 | 1981 | 1991 | 2001 | 2011 | 2021 |
| --------- | ---- | ---- | ---- | ---- | ---- | ---- |
| Einwohner | 707  | 539  | 483  | 485  | 673  | 591  |

## Sehenswürdigkeiten
- Kirche Mariä Himmelfahrt (Iglesia de Nuestra Señora de la Asunción)
- Rathaus

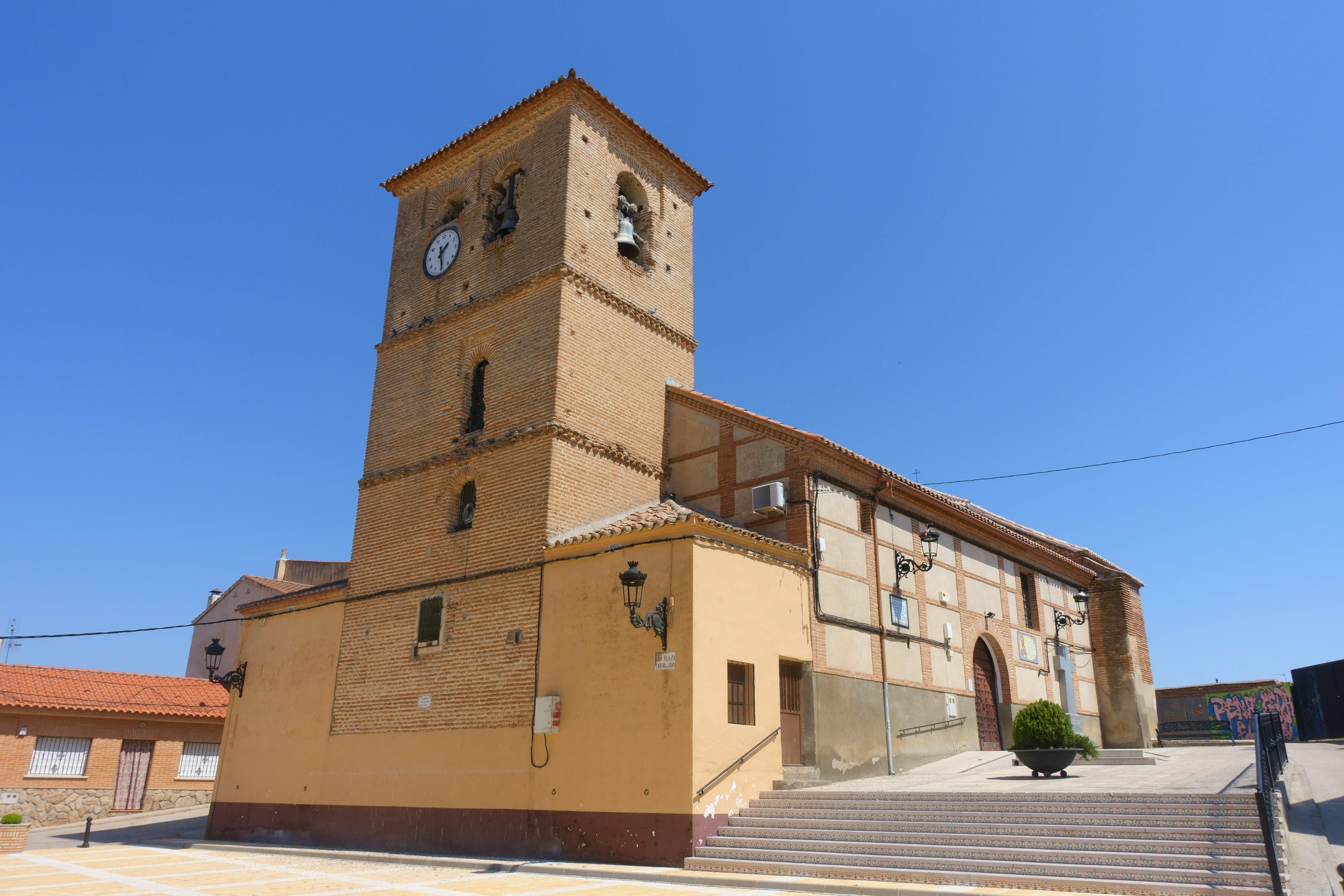
Marienkirche
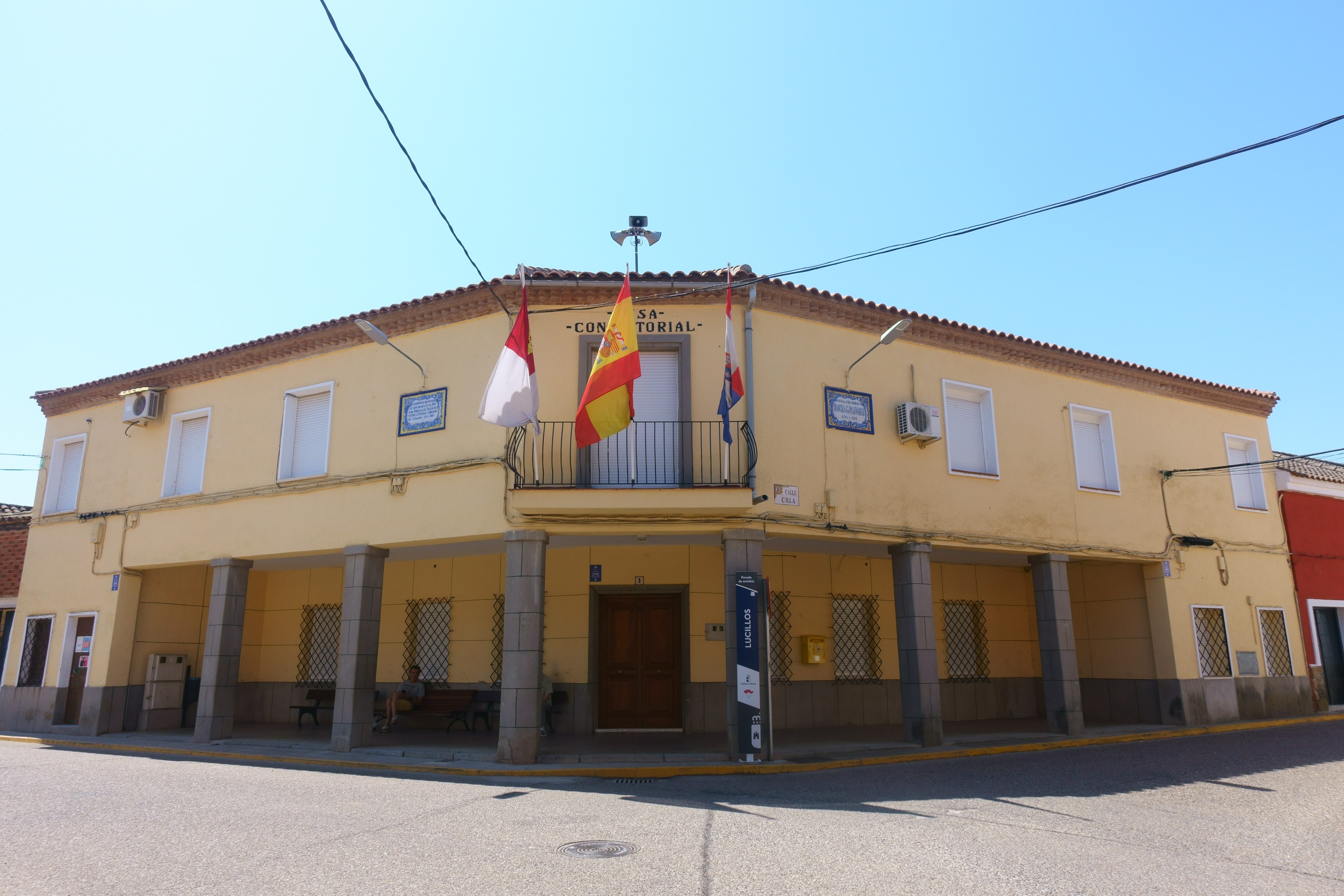
Rathaus